# 水平分枝

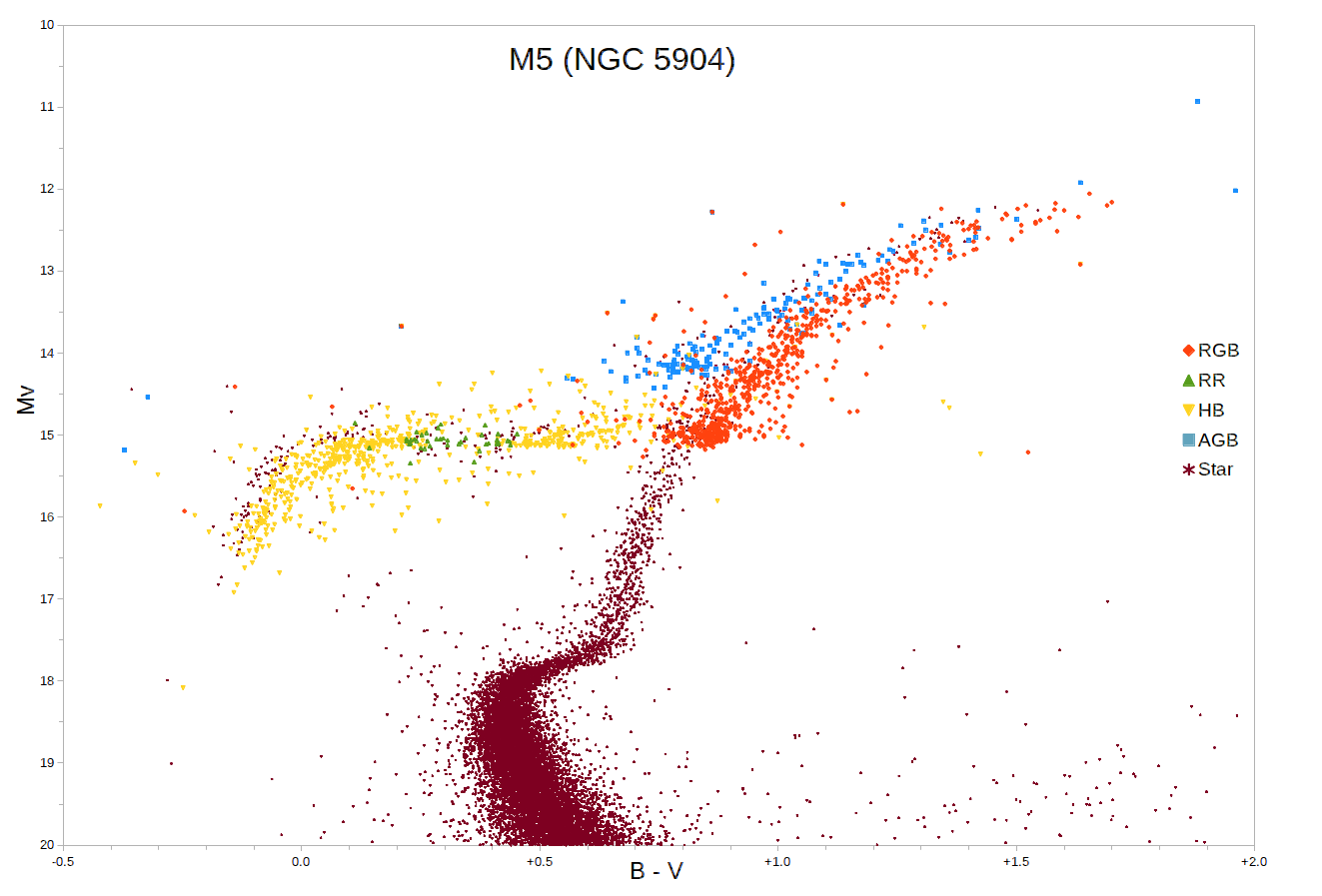
球状星団M5のヘルツシュプルング・ラッセル図。水平分枝 (HB) は黄色でプロットされており、グラフの中央部、B-V = -0.6 - 0.7、Mv=15付近に薄く水平に広がっている。

水平分枝（すいへいぶんし、horizontal branch）は、ヘルツシュプルング・ラッセル図（HR図）上に現れる星の系列の一つで、質量が2 M☉（太陽質量）未満の恒星が赤色巨星分枝の後に経る進化の段階である。HR図上でおよそ水平な系列を示すため「水平分枝」と呼ばれる。

## 発見
水平分枝星は、M3やM92などの球状星団に対する初期の深度写真測光観測によって発見され、それまでに研究されてきた散開星団全てにおいて存在しないことで注目された。水平分枝は、球状星団のような金属欠乏星の集団において、HR図上でほぼ水平に並んでいることから名付けられた。ある球状星団に属する星は皆、地球からほぼ同じ距離にあると見做せるため、見かけの等級は絶対等級と同一の関係にあり、その球状星団の星に限定したHR図では距離や等級の不確かさに惑わされることなく、絶対等級に関連した性質がはっきりと見て取ることができる。

## 進化
中心核の水素を使い果たした恒星は、主系列を離れ、ヘリウム中心核を取り囲む水素殻で核融合を始め、赤色巨星分枝の巨星となる。約2.3太陽質量未満の初期質量を持つ星では、ヘリウム中心核はエネルギー生成に寄与しない縮退物質の領域となる。水素殻での水素核融合でヘリウムが増えると、ヘリウム中心核は成長し続け、温度も上昇していく。
約0.5太陽質量より重いの星の場合、中心核は最終的にトリプルアルファ反応によるヘリウムから炭素への核融合に必要な温度に達する。赤色巨星分枝星のヘリウム中心核の質量が約0.5太陽質量になると、中心付近の温度が上昇してヘリウム核融合が爆発的に始まる「ヘリウムフラッシュ」を起こす。温度の上昇によりヘリウム中心核の電子の縮退が緩むとフラッシュは終わり、中心核は膨張して温度が下がって安定したヘリウム核融合が始まる。これにより、星は新たな平衡状態に移行し、進化のトラックが赤色巨星分枝から水平分枝へと切り替わる。この段階にある星を水平分枝星またはクランプ星である。
比較的古く金属に乏しい種族IIの恒星はHR図上を水平に近い向きに移動し、水平分枝星となる。一方、比較的新しく金属に富んだ種族Iの恒星は、クランプ星と呼ばれる、種族IIの星での水平分枝星に相当するグループに入ると考えられている。水平分枝星の光度は中心のヘリウム燃焼と水素燃焼殻で発生したエネルギーに依存するが、これはヘリウム中心核の質量で決まり、主系列段階で持っていた星全体の質量にはほとんど依存しない。しかし表面温度と半径は、外層の質量と金属量によって敏感に変化する。金属量が多い星に水平分枝が見られないのはガスの不透明度が大きいため半径が大きく表面温度が低いためである。クランプ星は、中心でヘリウム核融合をしている金属量の多い星であり、HR図上でほぼ赤色巨星分枝の位置にある。
HR図上でセファイド不安定帯が水平分枝を横切るところでは、恒星の外層が不安定となって脈動するため、こと座RR型変光星として観測される。